# Hieronymus von Colloredo-Mansfeld
Jeroným Karel z Colloredo-Mansfeldu (německy Hieronymus Karl Graf von Colloredo-Mannsfeld, 30. března 1775 Wetzlar – 23. července 1822 Vídeň) byl rakouský šlechtic z významného rodu Colloredo-Mansfeldů. Působil v císařské armádě, kde dosáhl hodnosti polního zbrojmistra. 

## Rodina
Narodil se jako druhý syn knížete Františka de Paula Gundakara z Colloredo-Mansfeldu (1731–1807), který byl v letech 1767–1770 rakouským velvyslancem ve Španělsku a v letech 1788–1806 sloužil jako říšský konferenční ministr a vicekancléř. Byl považován za šedou eminenci vídeňského dvora. Matkou byla Marie Anna Isabela, kněžna z Mansfeldu-Fondi (1750–1794). 
Mel dva bratry, Rudolfa Josefa (1772–1843) a Ferdinanda Josefa (1777–1848).

## Život

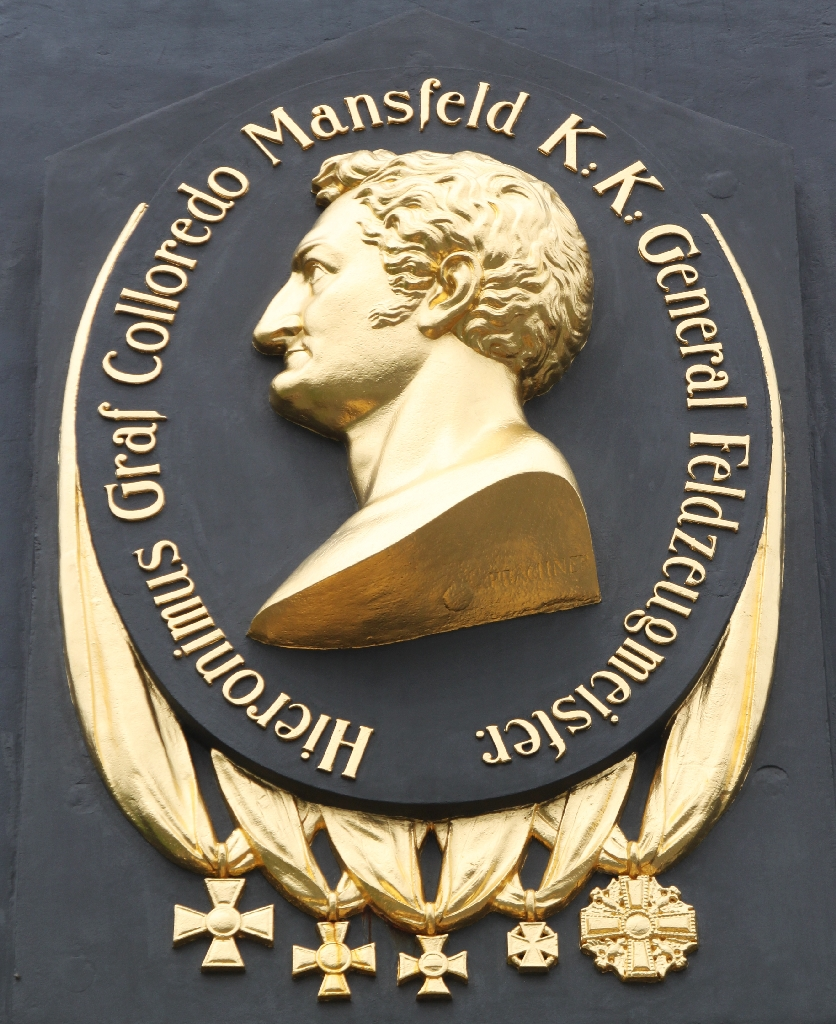
Rakouský pomník bitvy u Chlumu, busta Hieronyma z Colloredo-Mansfeldu

Roku 1792 pro svou lásku k vojenskému stavu vstoupil do pluku svého strýce, hraběte Josefa. Téhož roku se v hodnosti nadporučíka stal členem štábu generála Clerfayta. Během francouzských revolučních válek velel různým útvarům pěchoty. Roku 1794 jej Francouzi odvlekli jako rukojmí do zajetí v Paříži a měl být popraven. Podařilo se mu uprchnout a opět se zapojit do boje. V roce 1796 vedl předvoj armády generála Wurmsera. Jeho bojištěm bylo převážně Švýcarsko. V roce 1805 v bitvě u Caldiera již jako generálmajor stál v čele granátníků a odrazil několik francouzských pokusů o dobytí této vesnice, za což byl oceněn Vojenským řádem Marie Terezie. Za služby v Itálii mimo jiné velel rakouskému zadnímu voji. Roku 1813 výrazně přispěl k vítězství Rakušanů v bitvě u Chlumce. Za to byl roku 1825 postaven pomník v podobě obelisku s reliéfní bustou Jeronýma Colloredo-Mansfelda u Varvažova.
Po povýšení na polního zbrojmistra velel levému koaličnímu křídlu v bitvě u Lipska. Poté táhl do Francie, kde byl u Troyes vážně raněn. Za statečnost byl vyznamenán komandérským křížem Řádu Marie Terezie. Po napoleonských válkách byl krátce velícím generálem v Čechách (1815) a nakonec zemským velitelem v rakouských zemích (1816–1822). Za účast v napoleonských válkách získal ocenění také od zahraničních panovníků, byl nositelem pruského Řádu červené orlice, ruského Řádu sv. Alexandra Něvského a Řádu sv. Jiří.

### Manželství a rodina
V roce 1801 se oženil s Vilemínou z Valdštejna-Wartenbergu (1776–1849), dcerou hraběte Jiřího Kristiána z Valdštejna. Manželé měli dvě děti:
- František Gundakar (1802–1852), císařský armádní důstojník
- Vilemína (1804–1871), manžel 1825 Rudolf kníže Kinský z Vchynic a Tetova (1802–1836)